# Vladivostok-Avia-Flug 352
Vladivostok-Avia-Flug 352 war ein nationaler Linienflug der russischen Fluggesellschaft Vladivostok Avia von Jekaterinburg nach Wladiwostok, der am 4. Juli 2001 beim Anflug zur Zwischenlandung in Irkutsk verunglückte.
Die Tupolew Tu-154M stürzte nach einem durch Pilotenfehler verursachten Strömungsabriss ab. Alle 145 Menschen an Bord kamen dabei ums Leben. Zum Unfallzeitpunkt war es das bisher drittschwerste Flugunglück über russischem Staatsgebiet.

## Unfallhergang
Flug 352 startete am 3. Juli um 19:47 Uhr Ortszeit (UTC+6) in Jekaterinburg und begann etwa drei Stunden später den Sinkflug in Richtung des Flughafens Irkutsk. Am 4. Juli um 2:05 Uhr (UTC+9) kam die Landebahn in Sicht. Auf etwa 900 m Höhe wurde das Fahrwerk ausgefahren und die Geschwindigkeit auf 395 km/h reduziert. Anschließend wurde eine Linkskurve geflogen, wobei die Geschwindigkeit weiter auf 365 km/h abnahm. Um die Flughöhe von etwa 850 m bei abnehmender Geschwindigkeit zu halten, erhöhte der Autopilot den Anstellwinkel auf 16,5°, und die Piloten wurden über ein akustisches Signal auf den hohen Anstellwinkel aufmerksam gemacht. Um das Problem zu beheben, deaktivierte der erste Offizier den Autopiloten, wobei er das Flugzeug in eine Schräglage von 48° nach links brachte. Die Nase des Flugzeugs sackte ab.
Aufgrund einer Wolkendecke und der herrschenden Dunkelheit konnten die Piloten den natürlichen Horizont nicht sehen. Der Kapitän versuchte, das Flugzeug durch manuelle Steuerung wieder unter Kontrolle zu bringen, wobei die Schräglage erneut 45° links erreichte. Um die extrem hohe Sinkrate von 20 m/s (4000 ft/min) zu reduzieren, zogen die Piloten am Höhensteuer, woraufhin sich die Nase der Tupolew stark hob und es zu einem Strömungsabriss mit darauffolgendem Flachtrudeln kam. 22 Sekunden später, um 2:08 Uhr, prallte das Flugzeug auf den Boden, zerbrach und brannte aus.
Laut Angaben der russischen Luftfahrtbehörde hatte die Besatzung vor dem Unglück bereits zwei Landeanflüge abbrechen müssen.